# Ananassläktet
Ananassläktet (Ananas) är ett släkte i familjen ananasväxter med åtta arter från Sydamerika. Arten ananas (A. comosus) är välkänd för sina ätliga frukter. Några arter odlas även som krukväxter.

### Webbkällor
- Svensk Kulturväxtdatabas
- Bromeliad Encyclopedia
- Wikimedia Commons har media som rör Ananassläktet.